# Proctarrelabis neavei
Proctarrelabis neavei là một loài côn trùng trong họ Ascalaphidae thuộc bộ Neuroptera. Loài này được Kimmins miêu tả năm 1950.